# Pseudochactas ovichinnikovi
Pseudochactas ovichinnikovi är en skorpionart som beskrevs av Gromov 1998. Pseudochactas ovichinnikovi ingår i släktet Pseudochactas och familjen Pseudochactidae. Inga underarter finns listade i Catalogue of Life.